# Gyula Trebitsch
Gyula (Julius) Trebitsch (* 3. November 1914 in Budapest; † 12. Dezember 2005 in Hamburg) war ein deutsch-ungarischer Filmproduzent mit großen Erfolgen im deutschen Film.

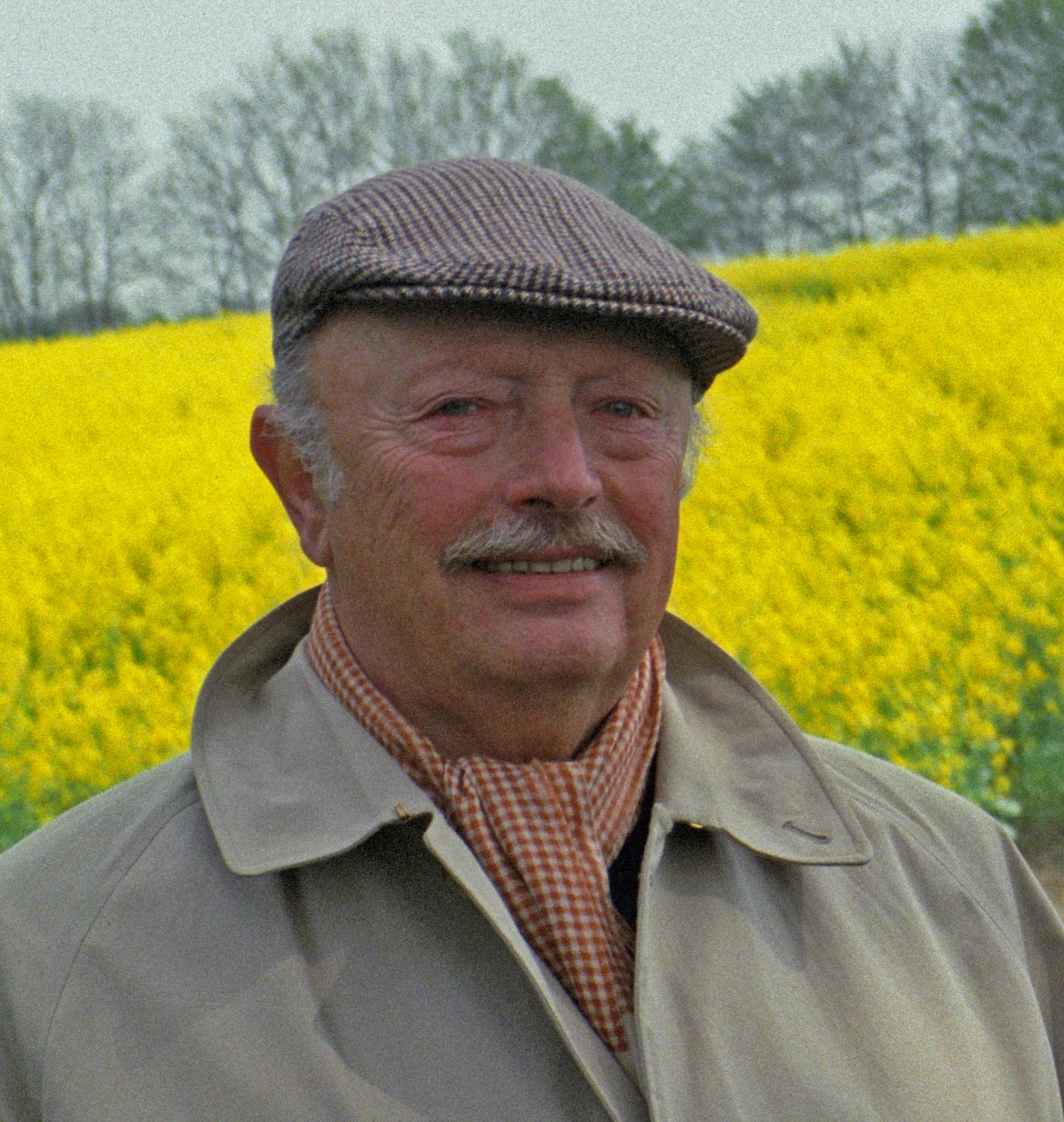
Gyula Trebitsch 1985 in Travemünde

## Leben
Trebitsch, der jüdischen Glaubens war, lernte das Filmhandwerk ab Juli 1932 bei der Budapester UFA von der Pike auf: als Platzanweiser, Aufnahme- und Theaterleiter, und 1937 schloss er als königlich-ungarischer Kinovorführer seine Ausbildung ab.
Im Alter von 22 Jahren finanzierte er 1936 mit Krediten in Budapest die UFA-Produktion Ich vertraue dir meine Frau an (Rád bízom a feleségem) und wurde Mitbegründer und Mitinhaber der ungarischen Firma Objekt-Film, die weitere neun Produktionen hervorbrachte. In Ungarn wurde er 1942 zum Arbeitsdienst eingezogen, da die Juden keinen Wehrdienst leisten durften; unter anderem musste er an der Ostfront Stellungen bauen und Minen räumen. Später wurde er zur Arbeit in den Kupferminen von Bor im von den Deutschen besetzten Serbien gezwungen und wurde schließlich in die Konzentrationslager Sachsenhausen, Barth (nordöstlich von Rostock) und Wöbbelin (bei Ludwigslust) deportiert. Seine Brüder wurden während des Holocausts ermordet, seine Eltern überlebten in Budapest und wanderten nach dem Krieg nach Israel aus.

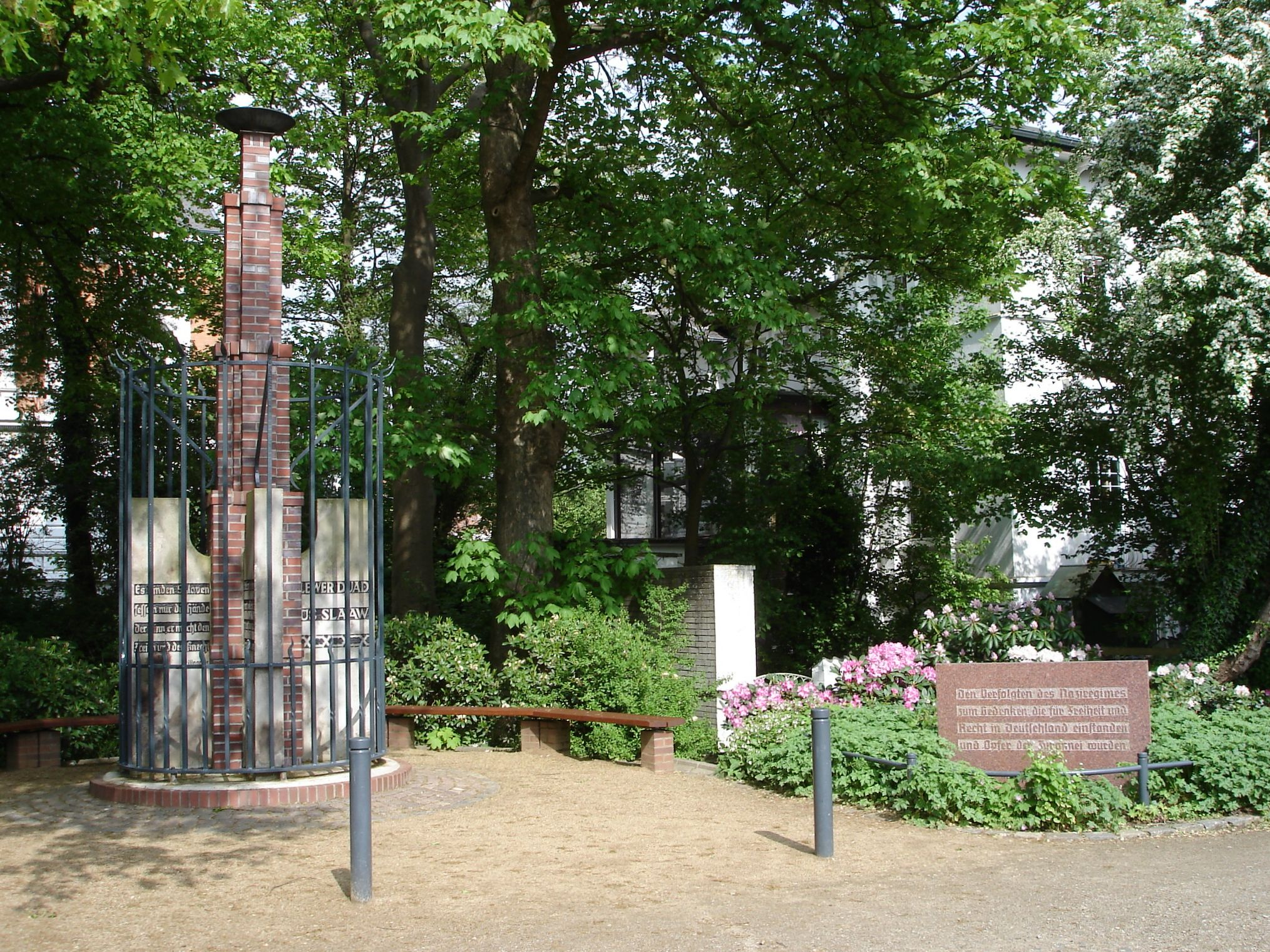
Ehrenmal zum Andenken an Opfer des Nationalsozialismus

Nach seiner Befreiung aus dem KZ Wöbbelin wurde er vom britischen Militär in Itzehoe versorgt. 1946 gehörte Gyula Trebitsch zu den Initiatoren der Errichtung des deutschlandweit ersten Mahnmals zur Erinnerung an Opfer des Nationalsozialismus. Der Entwurf stammt vom Hamburger Architekten Fritz Höger. Das Ehrenmal steht heute im Zentrum von Itzehoe.
Von der Militärregierung erhielt Trebitsch eine Lizenz zum Betrieb von zwei Kinos. Nach Ungarn kehrte er nicht zurück, weil er sich in die Kostümbildnerin Erna Sander verliebt hatte; das Paar heiratete 1947.
Im selben Jahr baute Gyula Trebitsch zusammen mit seinem Partner Walter Koppel die Real-Film auf und mit dem Studio Hamburg in Hamburg-Tonndorf das größte Dienstleistungszentrum für Film und Fernsehen in Norddeutschland und eines der größten Medienzentren Europas.
Als ersten Film nach dem Krieg produzierte er 1947 den Trümmerfilm Arche Nora mit der Nachwuchsschauspielerin Edith Schneider, die auch in dem nachfolgenden Film Finale (1948) an der Seite von Willy Fritsch die Hauptrolle spielte. Trebitsch verpflichtete Fritsch unmittelbar im Anschluss noch für fünf weitere Filme (Derby (1949), Schatten der Nacht (1949), Kätchen für alles (1949), Mädchen mit Beziehungen (1950) sowie Schön muß man sein (1950)) und sagte dazu 1979 in einem Interview, man sei sehr stolz gewesen, mit Fritsch gleich zu Beginn einen ganz großen Fisch an Land gezogen zu haben. Weitere Filme wie das von der Kritik zwiespältig aufgenommene Liebesdrama Die letzte Nacht (1949) mit Sybille Schmitz, Margarete Haagen und Carl-Heinz Schroth folgten. Nach einigen Komödien, wie Keine Angst vor großen Tieren (1953) mit Heinz Rühmann, wurde Des Teufels General (1955) von Helmut Käutner mit Curd Jürgens und Viktor de Kowa ein früher großer Erfolg des Produzenten.
Sein 1957 produzierter Film Der Hauptmann von Köpenick wurde national wie international ein großer Erfolg und für den Oscar in der Kategorie Bester fremdsprachiger Film nominiert.
Viele erfolgreiche Filme folgten, wie Die Zürcher Verlobung (1957) mit Liselotte Pulver, Dr. Crippen lebt (1958) mit Elisabeth Müller und Peter van Eyck, Der Schinderhannes (1958) mit Curd Jürgens oder Frau Warrens Gewerbe (1960) mit Lilli Palmer.
Aber auch für das Fernsehen betreute seine Firma populäre Produktionen, wie Gestatten, mein Name ist Cox (1961) mit Günter Pfitzmann, Ellen Schwiers und Paul Edwin Roth, Hafenpolizei (1963–1965) von John Olden, Polizeifunk ruft (1965–1969) mit Josef Dahmen und Karl-Heinz Hess, Hamburg Transit (1970–1973) mit Karl-Heinz Hess und Eckart Dux, Gertrud Stranitzki (1966) und Ida Rogalski (1969), beide mit Inge Meysel und der Musik von Martin Böttcher. Zu den erfolgreichsten Produktionen von Trebitschs Studio Hamburg gehörten Die Bertinis, Diese Drombuschs und Hafenkrankenhaus mit Anneli Granget.
Seit 1951 war Trebitsch Mitglied der jüdischen Gemeinde in Hamburg, für die er sich bis zu seinem Tode auch finanziell engagierte. 1992 erhielt er – obwohl langjähriges Mitglied der SPD – den Bürgerpreis der CDU Hamburg. Der Hamburger Senat verlieh ihm 1994 die Bürgermeister-Stolten-Medaille. Bereits 1985 war Trebitsch als Ehren-Schleusenwärter ausgezeichnet worden.
Mit seiner 1991 verstorbenen Frau Erna hatte er drei Kinder: Katharina Trebitsch (* 1949), Markus Trebitsch (* 1950), die beide Fernsehproduzenten wurden, und Ulrike.

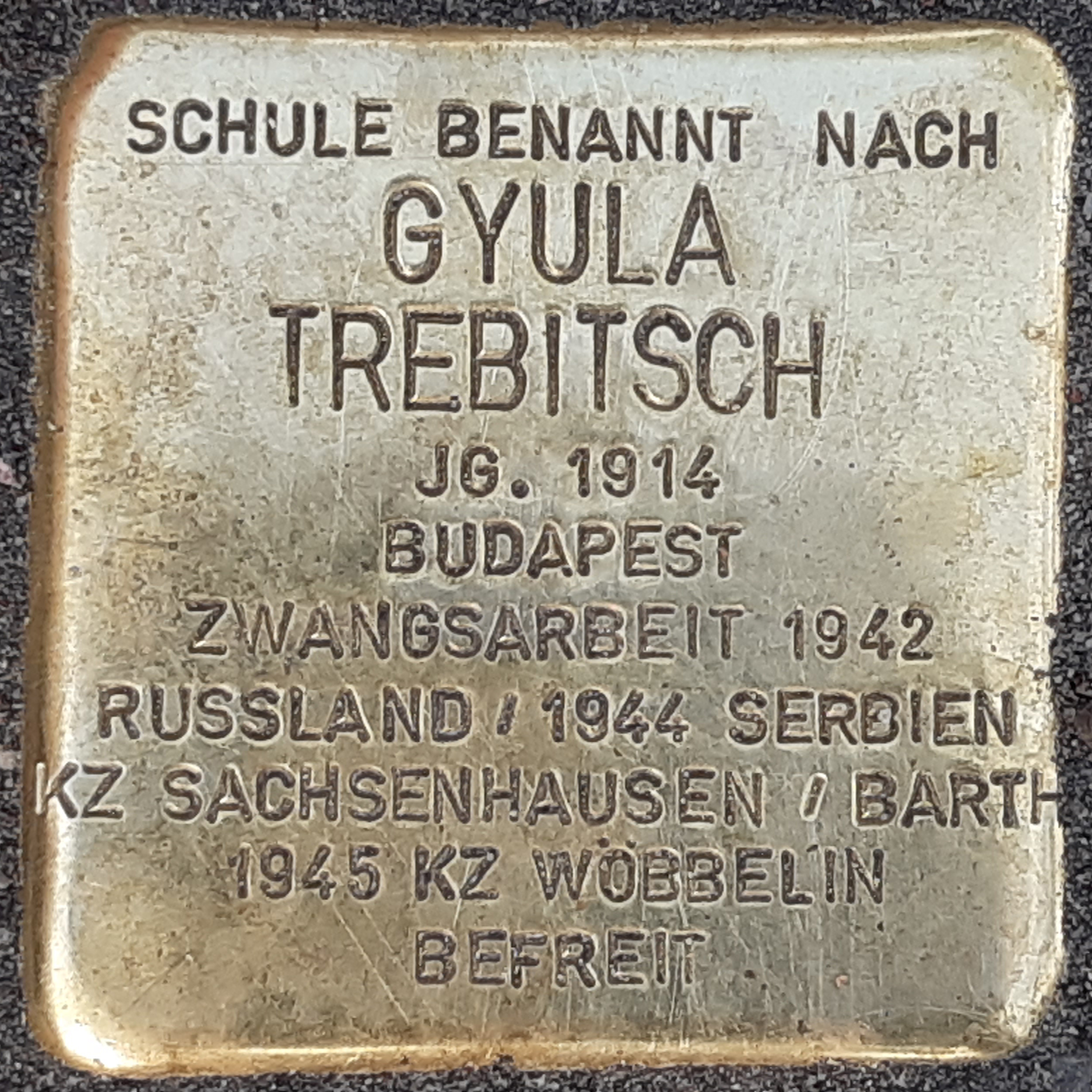
Stolperstein für Gyula Trebisch

Eine Schule in Hamburg-Tonndorf trägt den Namen Gyula-Trebitsch-Schule Tonndorf. Dort wurden am 9. Juni 2023 Stolpersteine für Gyula Trebitsch und seine beiden Brüder verlegt.

## Filmografie (Auswahl)
- 1951: Weh’ dem, der liebt!
- 1969: Weh’ dem, der erbt
- 1970: Keiner erbt für sich allein
- 1983: Die Geschwister Oppermann

## Auszeichnungen
- 1979: Ehrenplakette des Senats der Hansestadt Lübeck für seine Verdienste um die Nordischen Filmtage
- 1983: Goldene Kamera
- 1984: Verleihung des Professoren-Titels durch den Senat der Freien und Hansestadt Hamburg
- 1985: Ehren-Schleusenwärter
- 1992: Hamburger Bürgerpreis der CDU Hamburg
- 1994: Ehrensenator der Hochschule für Musik und Theater Hamburg
- 1997: Telestar Sonderpreis für das Lebenswerk
- 2000: Ehrenpreis des Deutschen Films für sein Lebenswerk

## Schriften
- Gyula Trebitsch (Herausgeber): Dokumentation 3. Hamburger Autorenseminar über die Erstellung von Drehbüchern. Studio-Hamburg-Atelier, 1981